# Teatro di Delfi
Il teatro di Delfi è un teatro dell'antica Delfi, situato nel perimetro del sito archeologico di Delfi. Il teatro è stato anche il luogo dove si tenevano le gare di musica e poesia associate ai Giochi Pitici.

## Il teatro
Della sua prima forma non si sa nulla, è possibile infatti che gli spettatori potessero sedersi sul pavimento o su sedili di legno. Infatti la sua configurazione attuale è dovuta a ristrutturazioni nel IV secolo a.C., seguite da altre in periodi successivi, la forma attuale deriva dal restauro compiuto tra il 160 e il 159 a.C., sponsorizzato da Eumene II di Pergamo, con lievi aggiunte in epoca romana.
Il teatro poteva contenere fino a 5000 persone e la sua facciata era ornata da un fregio con scene delle dodici fatiche di Ercole. Oggi rimangono solo le basi del palcoscenico e parte della platea e dell'orchestra. Sebbene restaurato, il teatro mantiene problemi di conservazione, con blocchi di pietra che si frammentano e che affondano nel sottosuolo.

## Galleria d'immagini

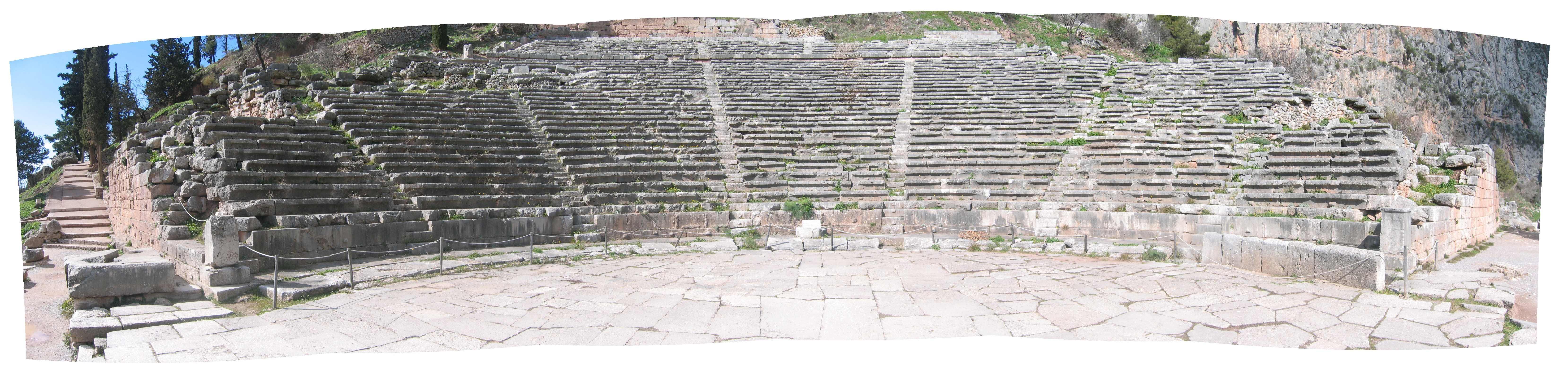
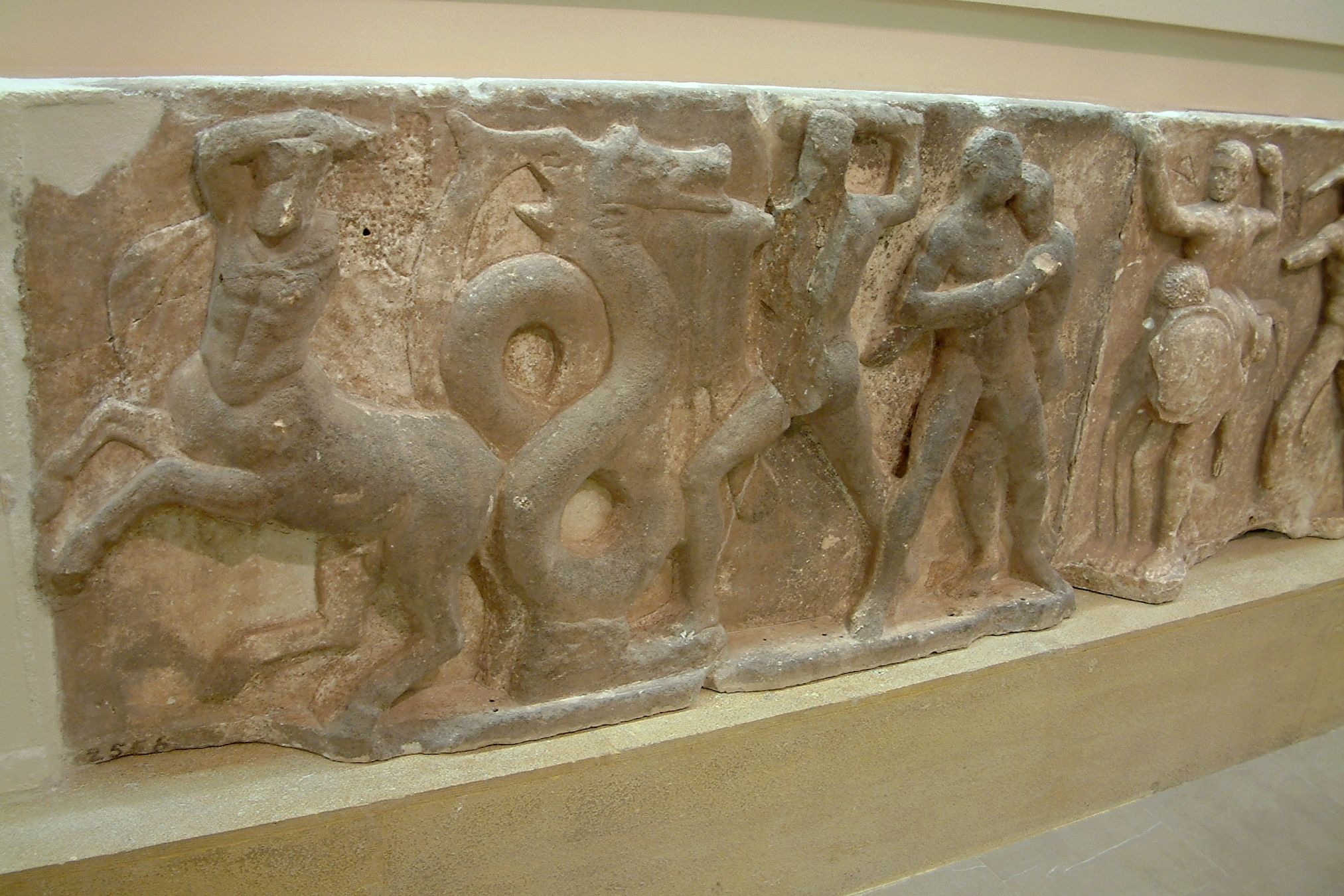
Bassorilievi romani del teatro